# СВАРЗ-ТС
СВАРЗ-ТС (рос. СВАРЗ Троллейбус сочленённый) — 17-метровий зчленований радянський тролейбус виробництва Сокольницького вагогоремонтного заводу (акр. СВАРЗ), що випускався у Москві з 1959 по 1967 рік та служив до початку 1980-х років. Відомий за величезну пасажиромісткість, що значно перевищує показники навіть сучасних тролейбусів. Його попередник — тролейбус «ТБЕС», наступник ЗіУ-10.

## Модель

### Створення
Створення таких тролейбусів стало конче потрібне, коли через об'єми мас пасажирів у великих містах та постійно зростаюче населення Росії, громадського транспорту (зазвичай це були тролейбуси, які були популярніші у Росії ніж інші види комерційного транспорту). Тролейбус СВАРЗ ТС був спроектований у 1959 році Московським енергетичним інститутом, а побудова була покладена на Сокольницький вагоноремонтний завод. Збивався цей тролейбус деталями МТБ-82 та автобуса ЗІС-155. З тягачем, зробленим як МТБ-82, перші моделі швидко зношувалися і списувалися вже через 2—3 роки експлуатації, тоді тролейбуси стали випускати базуючись на вдалих тролейбусах московського виробництва ТБЕС і МТБЕС. По конструкції тролейбус став ширшим і гармошка розташовувалася прямо посередині двох вагонів. Серійне виробництво почалося 25 вересня 1959 року, у кінці 1960 року було виготовлено 10 машин, у 1961 — іще 18, у 1962 — 15, у 1963 — 2 і у 1964 — 3 штуки, тотально 48; проте у цих машин ще були деякі технічні негаразди з двигуном який розганяв повну машину ледь до 30 км/год (а мав би десь до 55) та гальмівною системою. У тому ж році СВАРЗ ТС-1 перестали випускати і модернізували модель, усунувши більшість негараздів та назвали модель СВАРЗ ТС-2, зовні від ТС-1 він мало відрізнявся. Їх випускали до 1967 року — 15 (1964); 27 (1965); 22 (1966) і 22 (1967) — разом 87 штук. У 1967 році було розроблено проект побудування СВАРЗ ТС-3, проте у силу він не увійшов а виробництво СВАРЗ ТС було припинено, оскільки було прийняте рішення випускати зчленовані тролейбуси на Заводі імені Урицького (ЗіУ). Проте серійне виробництво зчленованого ЗіУ-683 розпочалося тільки до 20 років.
Тролейбуси СВАРЗ-ТС перебували по переважній більшості у Москві, одиничні моделі перебували у Санкт-Петербурзі і Тбілісі. Ці машини дожили до кінця 1970-х років, а більшість машин окрім номерів 65 і 66 узагалі не виходили на маршрути після 1975 року. З 1980 почалося масові списання цих тролейбусів через незручну конструкцію та певні технічні вади. Списані тролі робилися або сараями, або битовками, або просто кидалися де-небудь. 3 тролейбуси у 1991 році було знайдено на болоті у Московській області проте ремонт вже не знадобився — частини сильно згнили та заіржавіли. Його наступником стали ЗіУ-683, ЗіУ-6205 і TROLZA 6206.

### Технічний опис моделі
Зовнішній вигляд тролейбуса СВАРЗ-ТС мало схожий на вигляд сучасних тролейбусів, оскільки випускався ще з кінця 1960-х років. У довжину він має 17,5 метра і дуже виріс у ширину, порівняно з МТБ-82 — його ширина становить 2,7 метра (замість звичайних 2,45—2,57), що значно підвищило його місткість. У висоту він близько 2,95 метра і його висота у салоні становить близько 2,1 метра. Загальні форми тролейбуса типові для того часу — округлий кузов. Тролейбус використовує вантажні шасі — усе, підвіска, мости, колеса та балки зняті з вантажних автомобілів ЗіС та ЗіЛ, на той час вантажні шасі широко використовувалися для міського транспорту. Звичайні тролейбусні колеса та шасі було використано лише з середини 60-х у моделях ТС-2. Зчленувальна гармошка розташовується прямо посередині двох секцій, тому тролейбус подобає на два менші тролейбуси, що були зварені. Гармошка у нього гофрова, зчленування шарнірне. Зпереду містяться фари великого розміру, проте невеликої потужності. Лобові вікна малого розміру, склоочисники часто узагалі відсутні. Завантаження тролейбуса часто становило 200 та більше чоловік. Хоча згідно з заводською характеристикою, його нормальна місткість 220 пасажирів, одного разу на кінцеву зупинку тролейбус привіз 402 пасажири. Через велику місткість його прозвали «крокодил», «пилосос» і «ковбаса». Було встановлено 2 двигуни ЯМЗ по 110 кіловат кожен. Характерною проблемою тролейбуса було те що він ледве пересувався при високому завантаженні і ризикував завалитися на бік[джерело?] через неймовірні навантаження що часом доходили до 35—40 тон повної маси. Його швидкість через це була дуже малою, і він часто створював дорожні затори та псував асфальт. Часом водіям приходилося опускати тролеї та давати можливість проїхати іншим учасникам дорожнього руху. Через постійно велике завантаження тролейбуса у салоні була жахлива спека а також незручність пересування. Водіям додавало незручностей кермо що погано слухалося та поверталося зі значними зусиллями а також вітрове остеклення, що часто запотівало та обмерзало та його малі розміри, відсутність склоочисників.

### Модифікації
- СВАРЗ ТС-1 (1959—1964); 48 екземплярів
- СВАРЗ ТС-2 (1964—1967); 87 екземплярів
- СВАРЗ ТС-3 — випуск не відбувся

## Технічні характеристики
| Параметр                                               | Характеристика                               |
| ------------------------------------------------------ | -------------------------------------------- |
| Модель тролейбуса                                      | СВАРЗ ТС                                     |
| Виробник                                               | Сокольницький вагоноремонтний завод          |
| Проект, рік                                            | 1959                                         |
| Роки серійно виробництва                               | 1959—1967                                    |
| Модифікації тролейбуса                                 | ТС-1; ТС-2; ТС-3 (не випускався)             |
| Загально випущено екземплярів, штук                    | 139                                          |
| Попередник                                             | «ТБЕС», «МТБЕС»                              |
| Наступник                                              | ЗіУ-683                                      |
| Довжина, мм                                            | 17750                                        |
| Ширина, мм                                             | 2700                                         |
| Висота, мм                                             | 2832                                         |
| Висота з урахуванням опущених токоприймачів, мм        | 3370                                         |
| Відстань між колесами (тягач), мм                      | 4600                                         |
| Відстань між колесами (причеп), мм                     | 1700                                         |
| Довжина тягача, мм                                     | 9340                                         |
| Довжина причепа, мм                                    | 8410                                         |
| Колісна база (між 1 і 4 колесом), мм                   | 12340                                        |
| Колія задніх коліс, мм                                 | 1940                                         |
| Колія передніх коліс, мм                               | 2330                                         |
| Споряджена маса, кг                                    | 16000                                        |
| Повна маса, кг                                         | 28000—35000 (залежно від завантаження)       |
| Гармошка                                               | гофрова, шарнірне зчленування                |
| Двері                                                  | двостворчасті крім передніх, формула 1—2—2—2 |
| Колісна формула                                        | 8×2                                          |
| Ширина дверей, мм                                      | 755 (передні), 1365 (середні і дві задні)    |
| Радіус зчленування, мм                                 | 1600                                         |
| Сидячих місць, штук                                    | 45—46                                        |
| Прохід між сидіннями, см                               | 66.9 (тягач); 65.6 (причеп)                  |
| Ширина салону без модлінгу, мм                         | 2630                                         |
| Нормальна місткість (заявлена), чол                    | 224                                          |
| Найповніша місткість, чол                              | 400—420 (рекорд — 402)                       |
| Двигун                                                 | ЯМЗ                                          |
| Потужність двигуна, КВт                                | 2×110                                        |
| Обертальний момент, Нм                                 | 1200                                         |
| Максимальна швидкість при повному завантаженні, км/год | 34—40                                        |
| Максимальна швидкість при порожньому салоні, км/год    | 60 (ТС-1); 62 (ТС-2)                         |

## Цікаві факти
- пасажиромісткість тролейбуса у 200, 300 та більше чоловік досі залишаться «рекордом», який не можуть побити навіть трьохзвенні автобуси (зчленовані двома гармошками, наповненням 190—220 чоловік)
- тролейбус з'являвся у фільмах «Перший тролейбус» і «Бережись автомобіля».
- одного разу у ньому їхало 402 чоловіки і цей рекорд досі не побито (у 2008 році у тролейбус Шкода 14Тр влізло 207 людей)